# Zazie (Film)
Zazie (Originaltitel: Zazie dans le métro) ist eine Komödie von Louis Malle aus dem Jahr 1960 nach dem 1959 erschienenen Roman Zazie in der Metro von Raymond Queneau. In Deutschland kam der Film am 20. Dezember 1960 in die Kinos. Während der Roman mit Wörtern spielt, ist der Film voller klassischer Slapsticks.

## Handlung
Das freche Mädchen Zazie (etwa zehn Jahre alt, mit Bubikopf) ist mit seiner Mutter aus der Provinz zu Besuch in Paris. Damit die Mutter ihren Liebhaber besuchen kann, gibt sie Zazie für zwei Tage bei ihrem Onkel ab. Zazie will unbedingt mit der Metro fahren, die wird zu ihrer großen Enttäuschung aber bestreikt. Am folgenden Tag erkundet sie Paris auf eigene Faust. Als der Freund ihres Onkels, der Bistro-Besitzer Turandot, der auf sie aufpassen soll, sie wieder einfangen will, provoziert Zazie einen Tumult, indem sie ihn lautstark der Belästigung bezichtigt. Auf dem Flohmarkt will sich ihr dann tatsächlich ein schnauzbärtiger „netter Onkel“ namens Pedro Surplus nähern, der ihr verspricht, eine Blue Jeans zu kaufen. Zazie entreißt ihm die Hose und flüchtet zu ihrem Onkel, verfolgt von dem Polizisten Trouscaillon (Pedro sehr ähnlich). Dann zeigt ihr Onkel, der sich von Taxifahrer Charles fahren lässt (der dann die beiden aber genervt von Zazies Streichen verlässt), ihr die Stadt Paris, zuerst den Eiffelturm, wo die beiden durch einen Touristenschwarm getrennt werden, in deren „Cityrama“-Bus Gabriel landet. Es entspinnt sich eine wilde Verfolgungsjagd mit der Witwe Mouaque, die in ihrem offenen Wagen Gabriels Bus verfolgt, mit Trouscaillon und Zazie. Den Höhepunkt bildet dann eine Schlägerei in einer Brasserie, die von Polizisten, angeführt von Aroun Arachide (Pedro ebenfalls sehr ähnlich), aufgelöst wird. Schließlich werden alle noch eingeladen in das Cabaret, wo der Onkel einen Auftritt als Transvestit hat. Zazie ist nun so erschöpft, dass sie einschläft. Am nächsten Tag wird die noch immer schlafende Zazie wieder ihrer Mutter übergeben.

## Sonstiges
Als der Film am 28. Oktober 1960 herauskam, hatte er zunächst weder beim Publikum noch bei den Kritikern Erfolg. Allerdings äußerten sich unmittelbar nach der Kinopremiere François Truffaut, Eugène Ionesco und Charlie Chaplin begeistert.
Sacha Distel hat einen Cameo-Auftritt.
Zum großen Teil an Originalschauplätzen gedreht, liefert der Film auch ein Bild von Paris im Jahr 1960. Im Einzelnen: die Kirche Saint-Vincent-de-Paul, Place Franz Liszt (10. Arrondissement), der Bahnhof Paris-Est, ein Bistro, der Flohmarkt von Saint-Ouen, die Seine-Brücke Bir-Hakeim, die Galerie Vivienne und die Passage de Choiseul (2. Arrondissement), der Eiffelturm, die Quais der Seine sowie ein Cabaret im Pigalle, wo der Onkel auftritt.
Künstlerischer Berater war der Fotograf William Klein.
Im deutschen Fernsehen war der Film erstmals am Neujahrsabend 1971 im Abendprogramm der ARD zu sehen.

## Zensur
Die deutsche Fassung von Zazie musste auf Betreiben der FSK in ihrer Synchronisation entschärft werden. Bezüglich der vorgelegten Rohfassung des Dialogtextes Anfang November 1960 sah sich das Kontrollgremium „außerstande, eine abschließende (Freigabe-) Entscheidung zu treffen.“ Die Texte enthielten „eine Häufung von grob-anstößigen Ausdrücken in einem solchen Ausmaß, daß man von einer Zulassung des Films zur öffentlichen Vorführung zunächst absehen mußte.“ Empfohlen wurde, „die Synchronisation zu überarbeiten und von allen Formulierungen zu reinigen, die als geeignet angesehen werden müssen, sowohl das sittliche Empfinden wie auch – in einigen Einzelheiten – das religiöse Empfinden weiter Bevölkerungskreise […] zu verletzen“. Besonders auf jene Stellen wurde aufmerksam gemacht, „die Hinweise auf homosexuelle Beziehungen enthalten“.
Daraufhin versuchte der Übersetzer Hans F. Wilhelm den Dialogtext „bis an die Grenze des Vertretbaren zu mildern“, wobei er das Ergebnis „nun fast als eine Verfälschung des Originals“ ansah. So wurde das häufige „merde“ des Originals im Deutschen abgemildert, da die wörtliche Übersetzung dem deutschen Publikum „nur zwei- bis viermal“ zuzumuten sei. Auch die Silbe „Sau“ in „Saukerl“ wurde gestrichen, „Sittenstrolch“ in „Strolch“ geändert. Die Unterstellung an Onkel Gabriel, „Sie leben wohl davon, daß Sie kleine Mädchen auf den Strich schicken“, wurde umgedeutet zu: „Sie leben wohl davon, daß Sie kleine Mädchen stehlen schicken?“ Vor allem homosexuelle Anspielungen wurden weitgehend entfernt. Die Eingriffe betrafen nicht nur die Synchronisation, auch eine ganze Szene, in der die Witwe Mouaque erschossen wird, wurde gestrichen. Die Spitzenorganisation der Filmwirtschaft rechtfertigte in einem Leserbrief an den Spiegel, dass der unzensierte Film „von grob-ordinären, unanständigen Ausdrücken und Wendungen geradezu wimmelte. […] Das Anspielen lesbischer Beziehungen wurde von den Prüfern als untragbar empfunden.“ Die FSK habe bei der Beurteilung ihren generellen Standpunkt zur „Verletzung des sittlichen Empfindens“ gewahrt.

## Kritik
- film-dienst: „Wie der Autor sich mit der scheinbaren Naivität der Kindersprache auseinandersetzt, so kehrt auch Malle in die Kindertage der Kinematographie zurück: zum Slapstick der Mack-Sennett-Filme und zu den Urtricks von Meliès. Zeitlupe, Zeitraffer, Wiederholung und Deformierung, Aufhebung von Raum und Zeit, Spiel mit farblichen Verfremdungen und bewußt falsches Synchronisieren sind zugleich intellektuelle Verballhornungen der Konvention, die den Film zu einem beispielhaften Werk der französischen ,Nouvelle Vague‘ machen.“